# Ommatius angustatus
Ommatius angustatus là một loài ruồi trong họ Asilidae. Ommatius angustatus được Scarbrough miêu tả năm 2002. Loài này phân bố ở vùng Tân nhiệt đới.